# Baku Yumemakura
Baku Yumemakura (夢枕 獏?, Yumemakura Baku; Odawara, 1951) è uno scrittore di fantascienza e d'avventura giapponese.
Autore molto prolifico, durante tutta la sua carriera ha scritto circa 280 romanzi e venduto più di venti milioni di copie in tutto il Giappone. Gli adattamenti delle sue opere spaziano tra anime, programmi televisivi, film e manga.
Le sue opere sono influenzate da svariati interessi come la pesca (in particolare quella Ayu), l'alpinismo, il canoismo, il mondo dei manga, la fotografia, la ceramica, l'arte, la calligrafia e le arti marziali. Ha pubblicato un certo numero di raccolte fotografiche dei suoi viaggi sulle montagne nepalesi. Soprattutto è noto per aver scritto Jōgen no Tsuki wo Taberu Shishi (letteralmente, Il leone che mangiò la luna crescente), che ha vinto sia il Seiun Award che il Nihon SF Taisho Award. Ha scritto anche sceneggiature, tra cui quella di Onmyoji, diretto nel 2001 da Yōjirō Takita.
Tra le serie sulle arti marziali, la più famosa che abbia mai realizzato è stata Garouden (餓狼伝?), illustrata da Jirō Taniguchi e dalla quale sono stati tratti due videogiochi.
È stato soprannominato "L'artigiano della violenza" per una delle sue popolari serie di romanzi marziali Shishi no mon (獅子の門?) e dal 2014 sta lavorando alle sceneggiature della serie di manga Shin Garouden con il rinomato disegnatore Masami Nobe.
È inoltre presidente del Science Fiction and Fantasy Writers of Japan.

## Collaboratori
Nel corso della sua carriera, Baku Yumemakura ha lavorato con una vasta gamma di personaggi storicamente importanti nella scena artistica giapponese.
- Yoshitaka Amano - era responsabile dei fondali di Nayotake prodotto da Bandō Tamasaburō V, quando questi lo presentò a Baku Yumemakura. I tre avrebbero anche collaborato per Yōkihi, su Yang Guifei, dedicandosi l'uno, Yumemakura, ai testi, mentre l'altro, Amano, della scenografia. Il prodotto d'animazione Amon Saga venne scritto da Yumemakura sul character design di Amano. Un adattamento manga fu invece realizzata da Ken Ishikawa. Come copertinista, Amano illustrò diverse opere dello scrittore, come Garouden, Taitei no Ken, Chimera e Yamigarishi . Inoltre fu scenografo e costumista per alcuni suoi film, tra cui Onmyoji, Onmyoji 2 e Taitei no Ken e collaborarono assieme alla storia di Yōkihi no Bansan, sia per un libro che per una mostra, oltre al lavoro in ceramica di Shōkoku Kanō .
- Katsuya Terada - responsabile della copertina del libro e delle illustrazioni per la serie Chimera e del design delle copertine e delle illustrazioni per Garouden,  Shin Majugari  e  Yamigarishi .
- Osamu Tezuka - Yumemakura è stato influenzato da una delle sue opere seminali, La Fenice ed avrebbe continuato a scrivere la sceneggiatura di Le 13 fatiche di Ercolino.
- Reiko Okano - moglie del figlio di Osamu Tezuka, Makoto Tezuka, illustrò la serie di manga Onmyōji, ricevendo per questo il Tezuka Osamu Cultural Manga Award. Da allora ha continuato a produrre la versione serializzata come Onmyōji Tamatebako per la rivista a fumetti Melody.
- Keisuke Itagaki - nel 1996, iniziò a lavorare su Garouden e sulla serie Garouden Boy.
- Jirō Taniguchi - illustrò Garouden dal 1989 al 1990, mentre tra il 2000 ed il 2003 si dedicò a  La Vetta degli Dei  (Kamigami no itadaki), che ricevette dei premi all'Angoulême International Comics Festival nel 2002 e nel 2005.
- Yōjirō Takita - ha diretto i film Yin-Yang Master, del 2001, e Yin-Yang Master II, del 2003. Il primo film, divenuto un successo internazionale, ricevette un premio al Neuchâtel International Fantastic Film Festival nel 2002.
- Mansai Nomura - ha interpretato Abe no Seimei nei film di Yōjirō Takita Yin-Yang Master, con cui ha vinto il premio come miglior attore ai Blue Ribbon Awards, e Yin-Yang Master II.
- Yukihiko Tsutsumi - diresse Taitei no Ken, un'opera originale sceneggiata da Baku Yumemakura, nel 2007.
- Bandō Tamasaburō V - attore kabuki che collaborò con Yumemakura per Yōkihi, opera teatrale basata sulla figura storica cinese della principessa Yang Guifei. Baku Yumemakura scrisse i testi e nel 1993 realizzò Sangoku denrai genjō banashi. Entrambi gli spettacoli furono eseguiti al Kabuki-za.

## Opere stampate in Giappone

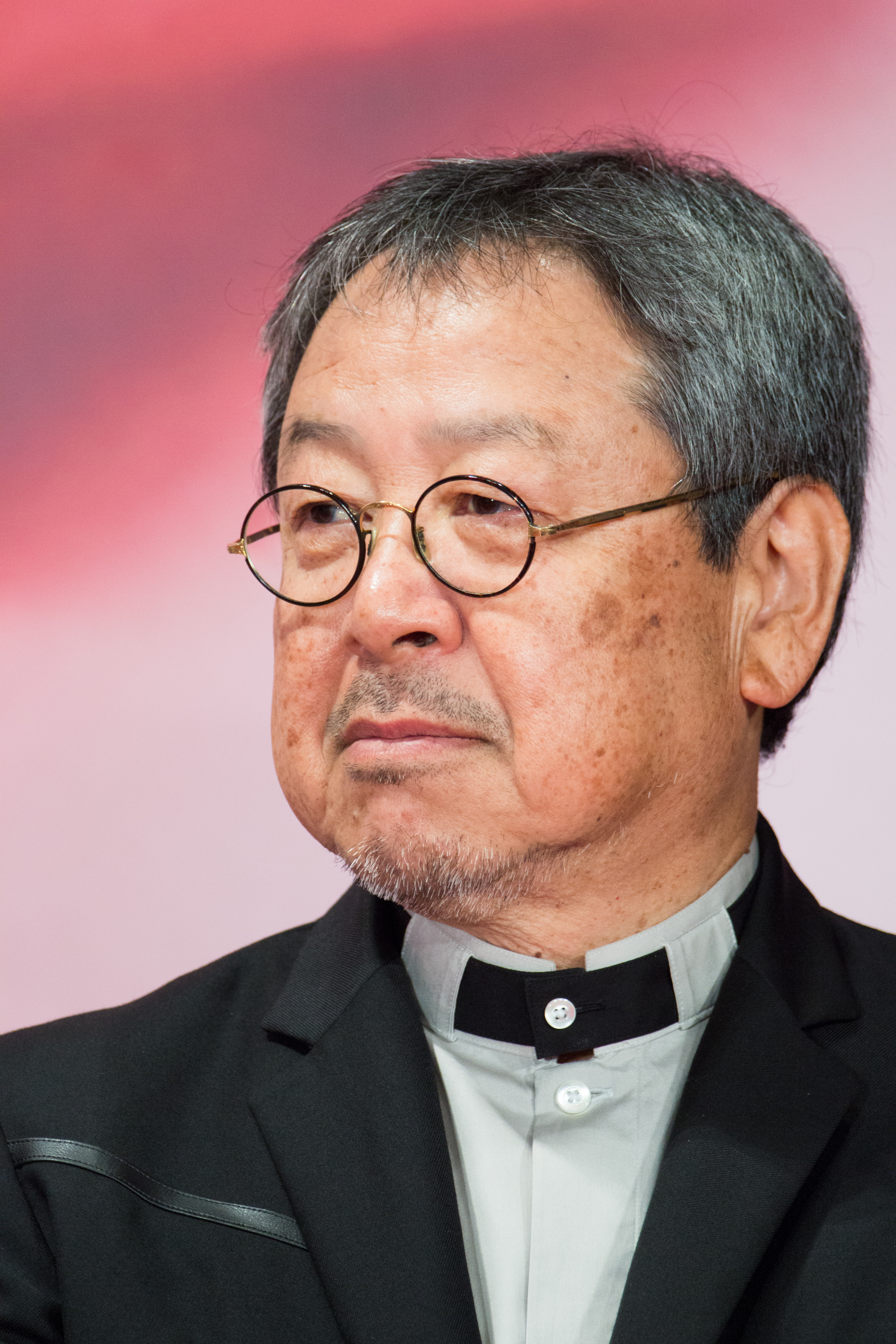
Baku Yumemakura al Tokyo International Film Festival del 2017

Questo elenco, aggiornato al 2012, comprende tutte le opere stampate in Giappone di Yumemakura.
1. (aprile, 1979).ねこひきのオルオラネ? (Nekohiko no Oruorane)
2. (dicembre, 1980).キラキラ星のジッタ? (Kirakira Boshi no Jitta)
3. (dicembre, 1980).遥かなる巨神? (Harukanaru Kyojin)
4. (novembre, 1981).幻獣変化? (Genjyu Henge)
5. (luglio, 1982).幻獣少年キマイラ? ( Genjyu Shonen Kimaira)
6. (dicembre, 1982).キマイラ朧変? (Kimaira Rouhen)
7. (settembre, 1983).キマイラ餓狼変? (Kimaira Garouhen)
8. (febbraio, 1984).魔獣狩り 淫楽編? (Majugari 1)
9. (luglio, 1984).魔獣狩り 暗黒編? (Majugari 2)
10. (luglio, 1984).闇狩り師? (Yami Gari Shi)
11. (luglio, 1984).キマイラ魔王変? (Kimaira Maouhen)
12. (ottobre, 1984).キマイラ菩薩変? (Kimaira Bosatsuhen)
13. (ottobre, 1984).闇狩り師２? (Yami Gari Shi 2)
14. (ottobre, 1984).悪夢喰らい? (Akumu Kurai)
15. (dicembre, 1984).魔獣狩り 鬼哭編? (Majugari 3)
16. (gennaio, 1985).カエルの死? (Kaeru no Shi)
17. (marzo, 1985).こころほし てんとう虫? (Kokoro Hoshi Tentomushi)
18. (maggio, 1985).悪夢展覧会? (Akumu Tenrankai)
19. (giugno, 1985).魔獣館? (Makju Kan)
20. (luglio, 1985).餓狼伝I? (Garouden 1)
21. (agosto, 1985).獅子の門 群狼編? (Shishi no Mon Gunrou-hen)
22. (agosto, 1985).半獣神? (Hanjyu Shin)
23. (settembre, 1985).蒼獣鬼 妄霊篇? (Sei Jyu Ki Mourei-hen)
24. (ottobre, 1985).キマイラ如来変? (Kimaira Nyoraihen)
25. (ottobre, 1985).獣王伝? (Jyuouden)
26. (febbraio, 1986).魔獣狩り外伝 聖母隠陀羅編? (Majugari Gaiden, Seibo Ondara-hen)
27. (febbraio, 1986).倒れて本望? (Taorete Honmou)
28. (marzo, 1986).蒼獣鬼 異神篇? (Seijyuki Ishin-hen)
29. (aprile, 1986).黄金宮 勃起仏編? (Ougonkyu Bokkibutsu-hen)
30. (luglio, 1986).ハイエナの夜? (Haiena no Yoru)
31. (agosto, 1986).魔性菩薩 上? (Masyou Bosatsu 1)
32. (settembre, 1986).魔性菩薩 下? (Mashyou Bosatsu 2)
33. (settembre, 1986).キマイラ涅槃変? (Kimaira Nehanhen)
34. (ottobre, 1986).餓狼伝II? (Garouden 2)
35. (novembre, 1986).獅子の門 玄武編? (Shishi no Mon Genbu-hen)
36. (novembre, 1986).大帝の剣 巻ノ壱 天魔降臨編? (Taitei no Ken Vol.1 Tenma Kourin-hen)
37. (gennaio, 1987).魔獣狩り外伝 美空曼陀羅? (Majugari Gaiden Biku Mandara)
38. (febbraio, 1987).風果つる街? (Kaze Hatsuru Machi)
39. (marzo, 1987).ガキのころから漫画まんがマンガ? (Gakinokorokara Manga Manga Manga)
40. (maggio, 1987).岩村賢治詩集 蒼黒いけもの? (Iwamura Kenji Shisyuu Aoguroi Kemono)
41. (maggio, 1987).妖樹・あやかしのき? (Youjyu・Ayakashi no Ki)
42. (giugno, 1987).怪男児? (Kaidanji)
43. (luglio, 1987).キマイラ鳳凰変? (Kimaira Hououhen)
44. (luglio, 1987).新・魔獣狩り序曲 魍魎の女王 上? (Shin Majugari Jyokyoku Mouryou no Jyouou 1)
45. (agosto, 1987).新・魔獣狩り序曲 魍魎の女王 下? (Shin Majugari Jyokyoku Mouryou no Jyouou 2)
46. (agosto, 1987).場外乱闘である? (Jyougai Rantou de Aru)
47. (novembre, 1987).歓喜月の孔雀舞? (Kankizuki no Kujyakumai)
48. (dicembre, 1987).月に呼ばれて海より如来る? (Tsuki ni Yobarete Umi yori Kitaru)
49. (dicembre, 1987).青狼の拳 餓狼伝・秘篇? (Seirou no Ken Garouden Hihen)
50. (gennaio, 1988).奇譚草子? (Kitan Soushi)
51. (aprile, 1988).餓狼伝 III? (Garouden 3)
52. (aprile, 1988).悪夢で乾盃? (Akumu de Kanpai)
53. (aprile, 1988).黄金獣 上? (Ougonjyu 1)
54. (maggio, 1988).崑崙の王 竜の紋章篇? (Konron no Ou Ryu no Monsyou-hen)
55. (giugno, 1988).崑崙の王 竜の咆哮篇? (Konron no Ou Ryu no Houkou-hen)
56. (giugno, 1988).獅子の門 青竜編? (Shishi no Mon Seiryu-hen)
57. (luglio, 1988).黄金獣 下? (Ougonjyu 2)
58. (agosto, 1988).陰陽師? (Onmyoji)
59. (agosto, 1988).格闘漂流 猛き風に告げよ 私説ＵＷＦ伝? (Kakutou Hyouryu Takeki Kaze ni Tsugeyo Shisetsu UWF den)
60. (ottobre, 1988).幻花曼陀羅? (Genka Mandara)
61. (novembre, 1988).大帝の剣 巻ノ弐 妖魔復活編? (Taitei no Ken Vol.2 Youma Fukkatsu-hen)
62. (dicembre, 1988).キマイラ狂仏変? (Kimaira Kyoubutsuhen)
63. (febbraio, 1989).呪禁道士? (Jyukin Doushi)
64. (marzo, 1989).鮎師? (Ayu Shi)
65. (maggio, 1989).月の王? (Tsuki no Ou)
66. (maggio, 1989).光の博物誌? (Hikarino Hakubutsushi)
67. (agosto, 1989).上弦の月を喰べる獅子? (Jyougen no Tsuki wo Taberu Shishi)
68. (settembre, 1989).黄金宮２ 裏密編? (Ougonkyu2 Rimitsu-hen)
69. (ottobre, 1989).猫弾きのオルオラネ」オルオラネシリーズ? (Nekohiki no Oruorane, Oruorane Series)
70. (ottobre, 1989).餓狼伝IV? (Garouden4)
71. (ottobre, 1989).仰天・プロレス和歌集? (Gyouten Puroresu Waka Shyuu)
72. (ottobre, 1989).仕事師たちの哀歌? (Shigotoshi Tachi no Aika)
73. (ottobre, 1989).ブッダの方舟? (Buddha no Hakobune)
74. (novembre, 1989).神々の国 人の国? (Kamigami no Kuni Hito no Kuni)
75. (novembre, 1989).大帝の剣 巻ノ参 神魔咆哮編? (Taitei no Ken Vol.3 Jinmahoukou-hen)
76. (dicembre, 1989).キマイラ独覚変? (Kimaira Dokkakuhen)
77. (dicembre, 1989).只今、獏談中? (Tadaima Bakudantyuu)
78. (febbraio, 1990).黄金宮３ 仏呪編? (Ougonkyu 3 Butsujyu-hen)
79. (maggio, 1990).荒野に獣 慟哭す１ 獣化の章? (Kouya ni Kemono Doukokusu 1 Jyuuge no Shyou)
80. (maggio, 1990).旅に果てたし? (Tabi ni Hatetashi)
81. (dicembre, 1990).夢枕獏 あとがき大全? (Yumemakura Baku Atogaki Taizen)
82. (gennaio, 1991).鳥葬の山? (Chyousou no Yama)
83. (febbraio, 1991).仰天文学大系? (Gyouten Bungaku Taikei)
84. (marzo, 1991).キマイラ胎蔵変? (Kimaira Taizouhen)
85. (aprile, 1991).牙の紋章? (Kiba no Monshyou)
86. (ottobre, 1991).混沌の城 上? (Konton no Shiro 1)
87. (ottobre, 1991).混沌の城 下? (Konton no Shiro 2)
88. (novembre, 1991).緑の迷宮? (Midori no Meikyuu)
89. (novembre, 1991).大帝の剣? (Taitei no Ken)
90. (dicembre, 1991).涅槃の王 巻ノ壱 神獣変化・蛇魔編? (Nehan no Ou Vol.1 Jyuujin Henge・Jyama-hen)
91. (gennaio, 1992).涅槃の王 巻ノ弐 神獣変化・霊水編? (Nehan no Ou Vol.2 Jyuujin Henge・Reisui-hen
92. (gennaio, 1992).螺旋王? (Rasen Ou)
93. (marzo, 1992).キマイラ金剛変? (Kimaira Kongouhen)
94. (marzo, 1992).涅槃の王 巻ノ参 神獣変化・不老宮編? (Nehan no Ou Vo.3 Jyuujin Henge・Furoukyuu-hen)
95. (marzo, 1992).戦慄！業界用語辞典? (Senritsu! Gyoukai Yougo Jiten)
96. (aprile, 1992).黄金宮４ 暴竜編? (Ougon Kyuu 4 Bouryuu-hen)
97. (maggio, 1992).仰天・文壇和歌集? (Gyouten・Bundan Waka Shyuu)
98. (giugno, 1992).夢枕獏 少女マンガ館? (Yumemmakura Baku Shyoujyo Mangakan)
99. (luglio, 1992).新・魔獣狩り１ 鬼道編? (Shin Majugari 1 Kidou-hen)
100. (ottobre, 1992).鬼踊りにて候ふ? (Oni Odori nite Sourou)
101. (novembre, 1992).純情漂流? (Jyunjyou Hyouryuu)
102. (dicembre, 1992).大帝の剣 巻ノ伍 飛騨大乱編? (Taitei no Ken Vol.5 Hida Dairan-hen)
103. (dicembre, 1992).空手道ビジネスマンクラス練馬支部? (Karatedou Bijinesumankurasu Nerimashibu)
104. (febbraio, 1993).餓狼伝Ⅴ? (Garouden 5)
105. (marzo, 1993).新・魔獣狩り２ 孔雀編? (Shin Majugari 2 Kujyaku-hen)
106. (marzo, 1993).仰天・平成元年の空手チョップ? (Gyouten・Heisei Gannen no Karate Chyoppu)
107. (aprile, 1993).聖楽堂酔夢譚? (Seirakudou Suimutan)
108. (giugno, 1993).荒野に獣 慟哭す２ 凶獣の章? (Kouya ni Kemono Doukokusu 2 Kyoujyuu no Shou)
109. (giugno, 1993).生命の水の物語? (Inochi no Mizu no Monogatari)
110. (luglio, 1993).牙鳴り? (Kiba Nari)
111. (ottobre, 1993).地平線物語? (Chiheisen Monogatari)
112. (ottobre, 1993).涅槃の王 巻ノ序 幻獣変化? (Nehan no Ou Kan no Jyo Genjyuhenge)
113. (marzo, 1994).キマイラ梵天変? (Kimaira Bontenhen)
114. (aprile, 1994).涅槃の王 巻ノ四 神獣変化・魔羅編? (Nehan no Ou Vol.4 Shinjyuhenge・Mara-hen)
115. (giugno, 1994).群狼の旗? (Gunrou no Hata)
116. (agosto, 1994).悦楽の旅人? (Etsuraku no Tabibito)
117. (settembre, 1994).西蔵回廊? (Saizou Kairou)
118. (ottobre, 1994).夢枕獏の外道教養文庫? (Yumemakura Baku no Gedou Kyouyou Bunko)
119. (ottobre, 1994).釣りにつられて? (Tsuri ni Tsurarete)
120. (gennaio, 1995).その日暮らしの手帖? (Sonohi Gurashi no Techou)
121. (marzo, 1995).餓狼伝VI? (Garouden6)
122. (aprile, 1995).瑠璃の方船? (Ruri no Hakobune)
123. (aprile, 1995).絢爛たる鷺? (Kenran taru Sagi)
124. (giugno, 1995).陰陽師 飛天ノ巻? (Onmyoji Hiten no Maki)
125. (giugno, 1995).ほのかな夜の幻想譚? (Honokana Yoru no Gensoutan)
126. (luglio, 1995).新・魔獣狩り３ 土蜘蛛編? (Shin Majugari 3 Tsuchigumo-hen)
127. (ottobre, 1995).聖玻璃の山? (Seihari no Yama)
128. (ottobre, 1995).奇譚カーニバル? (Kitan Carnival)
129. (dicembre, 1995).餓狼伝VII? (Garouden 7)
130. (febbraio, 1996).猫待ち月夜 その日暮らしの手帖２? (Nekomachi Tsukiyo Sonohigurashi no Techou 2)
131. (marzo, 1996).涅槃の王 巻ノ五 神獣変化・幻鬼編? (Nehan no Ou Vol.5 Jinjyuhenge・Genki-hen)
132. (aprile, 1996).涅槃の王 巻ノ結 神獣変化・覚者降臨編? (Nehan no Ou Vol.6 Jinjyuhenge・Kakushakourin-hen)
133. (aprile, 1996).猫弾きのオルオラネ 完全版? (Nekohiki no Oruorane Kanzenban)
134. (giugno, 1996).雨晴れて月は朦朧の夜? (Ameharete Tsuki ha Mourou no Yoru)
135. (giugno, 1996).闇狩り師? (Yami Gari Shi)
136. (luglio, 1996).餓狼伝VIII? (Garouden 8)
137. (ottobre, 1996).風太郎の絵? (Futaro no E)
138. (novembre, 1996).本朝無双格闘家列伝? (Honchyou Musou Kakutouka Retsuden)
139. (gennaio, 1997).荒野に獣 慟哭す３ 獣王の章? ((Kouya ni Kemono Doukokusu 3 Jyuou no Shyou)
140. (febbraio, 1997).本日釣り日和 釣行大全? (Honjitsu Tsuri Biyori Tyoukoutaizen)
141. (aprile, 1997).餓狼伝IX? (Garouden 9)
142. (giugno, 1997).新・魔獣狩り４ 狂王編? (Shin Majugari 4 Kyouou-hen)
143. (agosto, 1997).ＵＬＴＩＭＡＴＥ? (ULUTIMATE)
144. (agosto, 1997).神々の山嶺 上? (Kamigami no Itadaki Vol.1)
145. (agosto, 1997).神々の山嶺 下? (Kamigami no Itadaki Vol.2)
146. (agosto, 1997).揺籃鬼の祭? (Youranki no Matsuri)
147. (agosto, 1997).釣り時どき仕事? (Tsuri Tokidoki Shigoto)
148. (ottobre, 1997).本日も夢見ごこち? (Honjitsu mo Yumemi Gokochi)
149. (novembre, 1997).陰陽師 付喪神ノ巻? (Onmyoji Tsukumogami no Maki)
150. (gennaio, 1998).新・魔獣狩り５ 鬼神編? (Shin Majugari 5 Kijin-hen)
151. (febbraio, 1998).餓狼伝X? (Garouden 10)
152. (febbraio, 1998).羊の宇宙? (Hitsuji no Uchyu)
153. (marzo, 1998).キマイラ縁生変? (Kimaira Enseihen)
154. (aprile, 1998).平成講釈 安倍晴明伝? (Heisei Koushyaku Abe no Seimei Den)
155. (maggio, 1998).空気枕ぶく先生太平記? (Kukimakura Buku Sensei Taiheiki)
156. (agosto, 1998).七人の安倍晴明? (Nananin no Abe no Seimei)
157. (gennaio, 1999).仰天・夢枕獏 特別号? (Gyouten・Yumemakura Baku Tokubetsugou)
158. (febbraio, 1999).餓狼伝XI? (Garou Den 11)
159. (aprile, 1999).新・魔獣狩り６ 魔道編? (Shin Majugari 6 Madou-hen)
160. (ottobre, 1999).果実の森 上の巻 文芸篇? (Kajitsu no Mori Vol.1 Bungei-hen)
161. (ottobre, 1999).果実の森 下の巻 コミック・ＳＦ篇? (Kajitsu no Mori Vol.2 Comic・SF-hen)
162. (febbraio, 2000).キマイラ群狼変? (Kimaira Gunrouhen)
163. (marzo, 2000).七人の役小角? (Nananib no En no Ozuno)
164. (aprile, 2000).荒野に獣 慟哭す４ 鬼獣の章? (Kouya ni Kemono Doukokusu 4 Kijyu no Shyou)
165. (aprile, 2000).陰陽師 生成り姫? (Onmyoji Namanari Hime)
166. (maggio, 2000).荒野に獣 慟哭す５ 完結編／獣神の章? (Kouya ni Kemono Doukokusu 5 Kanketsu-hen/Jyuujin no Shyou)
167. (giugno, 2000).闘人烈伝? (Toujin Retsuden)
168. (giugno, 2000).陰陽師 鳳凰ノ巻? (Onmyoji Houou no Maki)
169. (luglio, 2000).Ｂ—１ザウルスの盃? (B-1 Zaurusu no Hai)
170. (luglio, 2000).餓狼伝 格闘士真剣伝説? (Garou Den Kakutou Shinken Densetsu)
171. (agosto, 2000).黒塚 ＫＵＲＯＺＵＫＡ? (KUROZUKA)
172. (agosto, 2000).涅槃の王１ 幻獣変化? (Nehan no Ou 1 Genjyu Henge)
173. (agosto, 2000).涅槃の王２ 神獣変化 蛇魔編 霊水編? (Nehan no Ou 2 Shinjyu Henge Jyama-hen Reisui-hen)
174. (settembre, 2000).涅槃の王３ 神獣変化 不老宮編 魔羅編? (Nehan no Ou 3 Shinjyu Henge FUroukyuu-hen Mara-hen)
175. (ottobre, 2000).夢の狩人 the sandman? (Yume no Karyuudo the sandman)
176. (ottobre, 2000).腐りゆく天使? (Kusariyuku Tenshi)
177. (dicembre, 2000).涅槃の王４ 神獣変化 幻鬼編 覚者降臨編? (Nehan no Ou 4 Shinjyu Henge Genki-hen Kakushyakourin-hen)
178. (dicembre, 2000).キマイラⅠ 幻獣少年 朧変? (Kimaira 1 Genjyu Shyounen Oborohen)
179. (gennaio, 2001).キマイラⅡ 餓狼変 魔王変? (Kimaira 2 Garouhen Maouhen)
180. (febbraio, 2001).怪しの世界? (Ayashi no Sekai)
181. (marzo, 2001).キマイラⅢ 菩薩変 如来変? (Kimaira 3 Bosatsu-hen Nyorai-hen)
182. (marzo, 2001).餓狼伝XII? (Garou Den 12)
183. (maggio, 2001).キマイラⅣ 涅槃変 鳳凰変? (Kimaira 4 Nehanhen Hououhen)
184. (maggio, 2001).餓狼伝 最強格闘技作法? (Garou Den Saikyou Kakutougi Sahou)
185. (giugno, 2001).新・魔獣狩り７ 鬼門編? (Shin Majugari 7 Kimon-hen)
186. (luglio, 2001).キマイラⅤ 狂仏変 独覚変? (Kimaira 5 Kyoubutsuhen Dokkakuhen)
187. (agosto, 2001).ものいふ髑髏? (Monoiu Gaikotsu)
188. (agosto, 2001).鬼譚草紙? (Kitan Zoushi)
189. (settembre, 2001).キマイラⅥ 胎蔵変 金剛変? (Kimaira 6 Taizouhen Kongouhen)
190. (settembre, 2001).陰陽夜話? (Onmyo Yawa)
191. (ottobre, 2001).陰陽師 瘤取り晴明? (Onmyoji Kobutori Seimei)
192. (novembre, 2001).陶素人? (Toushirou)
193. (novembre, 2001).キマイラⅦ 梵天変 縁生変? (Kimaira 7 Bontenhen Enshyouhen)
194. (dicembre, 2001).闇狩り師０ 公式読本? (Yami Gari Shi 0 Koushiki Dokuhon)
195. (febbraio, 2002).陰陽師 龍笛ノ巻? (Onmyoji Ryuuteki no Maki)
196. (marzo, 2002).獅子の門 朱雀編? (Shishi no Mon Sujyaku-hen)
197. (marzo, 2002).キマイラ昇月変? (Kimaira Shyougetsu hen)
198. (settembre, 2002).キマイラⅧ 群狼変 昇月変? (Kimaira 7 Gunrouhen Shyougetsuhen)
199. (novembre, 2002).大帝の剣１ 天魔の章 天魔降臨編／妖魔復活編? (Taitei no Ken Tenma no Shyou Tenma Kourin-hen/Youma Fukkatsu-hen)
200. (novembre, 2002).大帝の剣２ 天魔の章 神魔咆哮編／凶魔襲来編? (Taitei no Ken 2 Tenma no Shyou Jinma Houkou-hen/Kyouma Shyuurai-hen)
201. (marzo, 2003).餓狼伝XIII? (Garou Den 13)
202. (aprile, 2003).陰陽師 太極ノ巻? (Onmyoji Taikyoku no Maki)
203. (aprile, 2003).荒野に獣 慟哭す 完全版? (Kouyani Kemono Doukokusu Kanzenban)
204. (maggio, 2003).新・魔獣狩り８ 憂艮編? (Shin Majugari 8 Ushitora-hen)
205. (agosto, 2003).摩多羅神の贄? (Matarajin no Nie)
206. (settembre, 2003).陰陽師読本? (Onmyoji Dokuhon)
207. (ottobre, 2003).陰陽師 首? (Onmyoji Kubi)
208. (febbraio, 2004).餓狼伝 ＢＯＹ スーパーガイド? (Garou Den BOY Super Guide)
209. (aprile, 2004).獅子の門 白虎編? (Shishi no Mon Byakko-hen)
210. (aprile, 2004).空海曼陀羅? (Kukai Mandara)
211. (luglio, 2004).沙門空海唐の国にて鬼と宴す 巻ノ一? (Samon Kukai Tou no Kuni nite Oni to Utagesu Vol.1)
212. (luglio, 2004).沙門空海唐の国にて鬼と宴す 巻ノ二? (Samon Kukai Tou no Kuni nite Oni to Utagesu Vol.2)
213. (luglio, 2004).魔獣狩り 新装版? (Majugari New edition)
214. (agosto, 2004).沙門空海唐の国にて鬼と宴す 巻ノ三? (Samon Kukai Tou no Kuni nite Oni to Utagesu Vol.3)
215. (settembre, 2004).沙門空海唐の国にて鬼と宴す 巻ノ四? (Samon Kukai Tou no Kuni nite Oni to Utagesu Vol.4)
216. (settembre, 2004).達人が選ぶ 女性のための まんが文庫100? (Tatsujin ga Erabu Jyosei no Tame no Manga Bunko)
217. (novembre, 2004).シナン 上? (Shinan Vol.1)
218. (novembre, 2004).シナン 下? (Shinan Vol.2)
219. (novembre, 2004).新・魔獣狩り９ 狂龍編? (Shin Majugari 9 Kyouryuu-hen)
220. (aprile, 2005).日本ＳＦ・名作集成? (Nihon SF Meisaku Shyuusei)
221. (giugno, 2005).陰陽師 鉄輪? (Onmyoji Kanawa)
222. (agosto, 2005).知るを楽しむ この人この世界 夢枕獏の奇想家列伝? (Shiru wo Tanoshimu Konohito Konosekai Yumemakura Baku no Kisouka Retsuden)
223. (settembre, 2005).陰陽師 瀧夜叉姫 上? (Onmyoji Takiyashyahime Vol.1)
224. (settembre, 2005).陰陽師 瀧夜叉姫 下? (Onmyoji Takiyashyahime Vol.2)
225. (dicembre, 2005).餓狼伝 Ｂｒｅａｋｂｌｏｗ 完全格闘指南? (Garou Den Breakblow Kanzen Kakutou Shinan)
226. (gennaio, 2006).楽語・すばる寄席? (Rakugo Subaru Yose)
227. (febbraio, 2006).キマイラ青龍変? (Kimaira Seiryuuhen)
228. (marzo, 2006).獅子の門 雲竜編? (Shishi no Mon Unryuu-hen)
229. (aprile, 2006).熱い幻想 夢枕獏全仕事? (Atsui Gensou Yumemakura Baku Zenshigoto)
230. (aprile, 2006).はりま 陰陽師紀行? (Harima Onmyoji Kikou)
231. (maggio, 2006).楊貴妃? (Youkihi)
232. (giugno, 2006).新・魔獣狩り10 空海編? (Shin Majugari 10 Kukai-hen)
233. (novembre, 2006).格闘的日常生活? (Kakutouteki Nichijyou Seikatsu)
234. (novembre, 2006).新装 餓狼伝 ｔｈｅ Ｂｏｕｎｄ Ｖｏｌｕｍｅ １? (Shinsou Garou Den the Bound Volume 1)
235. (novembre, 2006).新装 餓狼伝 ｔｈｅ Ｂｏｕｎｄ Ｖｏｌｕｍｅ ２? (Shinsou Garou Den the Bound Volume 2)
236. (novembre, 2006).琵琶綺談? (Biwa Kidan)
237. (dicembre, 2006).新・餓狼伝 巻ノ一 秘伝菊式編? (Shin Garou Den Vol.1 Hiden Kikushiki-hen)
238. (dicembre, 2006).新装 餓狼伝 ｔｈｅ Ｂｏｕｎｄ Ｖｏｌｕｍｅ ３? (Shinsou Garou Den the Bound Volume 3)
239. (dicembre, 2006).新装 餓狼伝 ｔｈｅ Ｂｏｕｎｄ Ｖｏｌｕｍｅ ４? (Shinsou Garou Den the Bound Volume 4)
240. (dicembre, 2007).大帝の剣 1 天魔降臨編・妖魔復活編? (Taitei no Ken 1 Tenma Kourin-hen・Youma Fukkatsu-hen)
241. (marzo, 2007).大帝の剣 2 神魔咆哮編・凶魔襲来編? (Taitei no Ken 2 Jinma Houkou-hen・Kyouma Shyuurai-hen)
242. (aprile, 2007).大帝の剣 3 飛騨大乱編・天魔望郷編? (Taitei no Ken 3 Hida Dairan-hen・Tenma Boukyou-hen)
243. (aprile, 2007).映画 大帝の剣 公式ガイドブック? (Eiga Taitei no Ken Koushiki Guide book)
244. (giugno, 2007).陰陽師 夜光杯ノ巻? (Onmyoji Yakouhai no Maki)
245. (giugno, 2007).続・格闘的日常生活? (Zoku Kakutouteki Nichijyou Seikatsu)
246. (luglio, 2007).あめん法師? (Amen Houshi)
247. (settembre, 2007).蘊蓄好きのための格闘噺? (Unchiku Zuki no Tame no Kakutoubanashi)
248. (febbraio, 2008).獏さんのぽちぶくろ? (Bakusan no Pochi Bukuro)
249. (maggio, 2008).毎日釣り日和? (Mainichi Tsuri Biyori)
250. (settembre, 2008).新・魔獣狩り11 地龍編? (Shin Majugari 11 Chiryuu-hen)
251. (ottobre, 2008).東天の獅子 第一巻 天の巻・嘉納流柔術? (Touten no Shishi Vol.1 Ten no Maki・Kanouryuu Jyuujyutsu)
252. (ottobre, 2008).東天の獅子 第二巻 天の巻・嘉納流柔術? (Touten no Shishi Vol.2 Ten no Maki・Kanouryuu Jyuujyutsu)
253. (novembre, 2008).東天の獅子 第三巻 天の巻・嘉納流柔術? (Touten no Shishi Vol.3 Ten no Maki・Kanouryuu Jyuujyutsu)
254. (novembre, 2008).愚か者の杖 五大陸釣魚紀行? (Orokamono no Tsue Gotairiku Tyougyo Kikou)
255. (dicembre, 2008).東天の獅子 第四巻 天の巻・嘉納流柔術? (Touten no Shishi Vol.4 Ten no Maki・Kanouryuu Jyuujyutsu)
256. (giugno, 2009).闇狩り師 黄石公の犬? (Yami Gari Shi Ousekikou no Inu)
257. (settembre, 2009).闇狩り師 〈新装版〉? (Yami Gari Shi <Shinsou Ban>)
258. (agosto, 2009).闇狩り師 蒼獣鬼〈新装版〉? (Yami Gari Shi Seijyuuki <Shinsou ban>)
259. (settembre, 2009).闇狩り師 崑崙の王〈新装版〉? (Yami Gari Shi Konron no Ou <Shinsou Ban>)
260. (gennaio, 2010).陰陽師 天鼓ノ巻? (Onmyoji Tenko no Maki)
261. (febbraio, 2010).沙門空海 唐の国にて鬼と宴す 巻ノ一? (Samon Kukai Tou no Kuni nite Oni to Utagesu Vol.1)
262. (febbraio, 2010).沙門空海 唐の国にて鬼と宴す 巻ノ二? (Samon Kukai Tou no Kuni nite Oni to Utagesu Vol.2)
263. (marzo, 2010).沙門空海 唐の国にて鬼と宴す 巻ノ三? (Samon Kukai Tou no Kuni nite Oni to Utagesu Vol.3)
264. (marzo, 2010).沙門空海 唐の国にて鬼と宴す 巻ノ四? (Samon Kukai Tou no Kuni nite Oni to Utagesu Vol.4)
265. (marzo, 2010).獅子の門７ 人狼編? (Shishi no Mon 7 Jinrou-hen)
266. (aprile, 2010).月神祭? (Gesshinsai)
267. (aprile, 2010).楊貴妃の晩餐? (Youkihi no Bansan)
268. (luglio, 2010).魔獣狩り 新装版? (Majugari New Edition)
269. (luglio, 2010).天海の秘宝 上? (Tenkai no Hihou Vol.1)
270. (luglio, 2010).天海の秘宝 下? (Tenkai no Hihou Vol.2)
271. (luglio, 2010).魔獣狩り 外伝? (Majugari Gaiden)
272. (agosto, 2010).投竿翁遊々日記? (Toukan Ou YuuYuu Nikki)
273. (agosto, 2010).キマイラ 9 玄象変? (Kimaira 9 Genjyouhen)
274. (agosto, 2010).新・魔獣狩り 序曲? (Shin Majugari Jyokyoku)
275. (novembre, 2010).新・魔獣狩り 完結編 倭王の城 上巻? (Shin Majugari Kanketsu-hen Waou no Shiro Vol.1)
276. (novembre, 2010).新・魔獣狩り 完結編 倭王の城 下巻? (Shin Majugari Kanketsu-hen Waou no Shiro Vol.2)
277. (maggio, 2011).陰陽師 醍醐ノ巻? (Onmyoji Daigo no Maki)
278. (luglio, 2011).大江戸釣客伝 上巻? (Oyedo Chokakuden Vol.1)
279. (luglio, 2011).大江戸釣客伝 下巻? ((Oyedo Chokakuden Vol.2)
280. (dicembre, 2011).翁 OKINA? (Okina)
281. (aprile, 2012).呼ぶ山? (Yobu Yama)
282. (giugno, 2012).大帝の剣4 幻魔落涙編? (Taitei no Ken 4 Genma Rakurui-hen)
283. (giugno, 2012).大帝の剣５ 幻魔落涙編? (Taitei no Ken 5 Genma Rakurui-hen)